# Topografia (geografia)

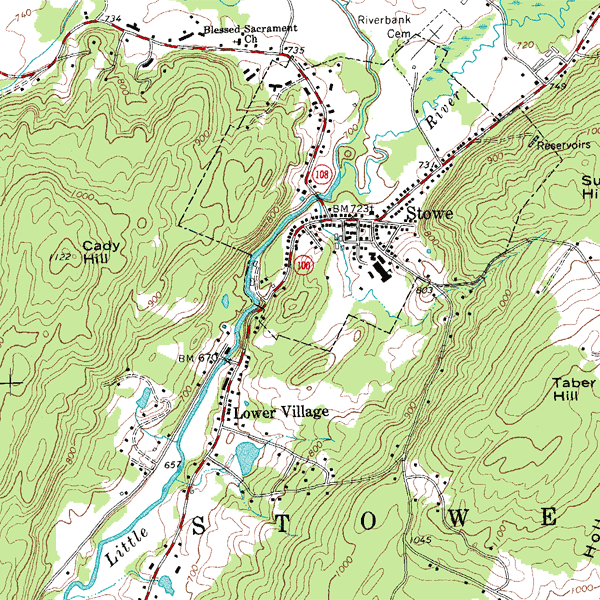
Mapa topograficzna z rzeźbą terenu uzyskaną metodą izolinii.

Topografia (z gr. τόπος topo-, „miejsce” i γράφω graphia, „opisywanie”) – dział geografii zajmujący się badaniem kształtu i rysów (cech) powierzchni Ziemi lub innych planet, księżyców.
W szerszym znaczeniu topografia jest związana z lokalnymi szczegółami, wliczając w to oprócz rzeźby terenu także roślinność, cechy antropogeniczne, a nawet lokalną historię i kulturę.
W geografii i geodezji topografia dotyczy zapisu rzeźby terenu, trójwymiarowych obrazów powierzchni oraz identyfikacji specyficznych form ukształtowania terenu. We współczesnym użyciu termin ten odnosi się także do wytwarzania danych o wysokości terenu w formie elektronicznej. Termin ten dotyczy często również graficznej reprezentacji form ukształtowania terenu na mapie za pomocą różnych metod, takich jak: metoda izolinii, hipsometryczna, cieniowania czy blokdiagramu.
Dział topografii, który wykorzystuje do wykonywania planów i map zdjęcia lotnicze nazywa się aerofototopografią.